# ضفدع الشلال الأفغاني
ضفدع الشلال الأفغاني (الاسم العلمي:Amolops afghanus) هو نوع من الحيوانات يتبع جنس ضفدع الشلال من فصيلة الضفادع الحقيقية.